# Natri fluoride
Bản mẫu:Chembox Haserds
Natri fluoride là hợp chất vô cơ với công thức hoá học NaF. Là chất rắn không mùi, đây là nguồn ion fluoride cho nhiều ứng dụng khác nhau. Natri fluoride rẻ hơn và ít hút ẩm hơn kali fluoride.

## Cấu trúc, đặc tính chung, khai thác
Natri fluoride là hợp chất ion, phân li hoàn toàn thành các ion Na+ và F−. Nó kết tinh dạng lập phương (natri chloride) khi cả Na+ và F− sắp xếp thành hình khối tám mặt.
Dạng thô của NaF, villiaumite, hiếm gặp. Nó được biết đến từ dạng đá plutonit nepheline syenite.

## Sản xuất
NaF được điều chế bằng cách trung hoà acid hydrofluoric hoặc acid hexafluorosilicic (H2SiF6), phụ phẩm của quá trình sản xuất phân bón supephophat. Chất trung hoà là natri hydroxide và natri carbonat. Cồn cũng dùng để kết tủa NaF:
HF + NaOH → NaF + H2O
Từ dung dịch chứa HF, natri fluoride kết tủa dưới dạng muối bifluoride NaHF2. Nung nóng muối thu được NaF và giải phóng khí HF.
HF + NaF → NaHF2
Theo một báo cáo năm 1986, hằng năm lượng NaF tiêu thụ ước lượng khoảng vài triệu tấn.

## Ứng dụng

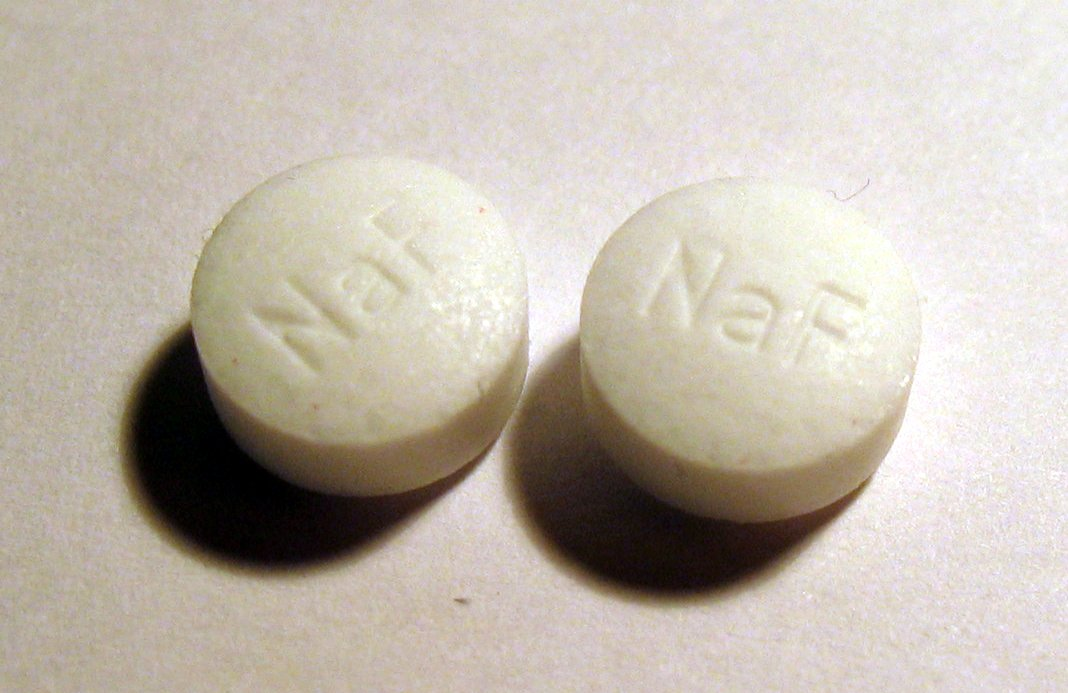
Natri fluoride bán thành viên để ngừa sâu răng.

Muối fluoride được dùng để tăng độ bền chắc của răng bằng việc tạo fluoridepatit, thành phần tự nhiên của men răng. Dù natri fluoride còn dùng để fluor hoá nước (ngừa sâu răng) và là tiêu chuẩn để đo các hợp chất làm fluor hoá nước khác, acid hexafluorosilicic (H2SiF6) và muối natri của nó natri hexafluorosilicat (Na2SiF6) cũng thường được dùng làm chất phụ gia ở Mỹ. Kem đánh răng thường chứa natri fluoride để ngăn ngừa sâu răng. 
Natri fluoride còn dùng làm chất lau chùi. Sự đa dạng trong những ứng dụng còn có trong việc tổng hợp và khai khoáng. fluoride còn là chất khử trong tổng hợp fluoridecarbon. Chất nền điển hình là các chloride có ái lực với điện như axyl chloride, chloride lưu huỳnh và chloride phôtpho. Giống như các fluoride khác, natri fluoride còn có ứng dụng trong desilylation trong tổng hợp hữu cơ.
Trong y khoa, natri fluoride chứa fluor-18 được dùng trong chụp X-quang positron (positron emission tomography-PET). So với xạ hình xương thông thường tiến hành với camera gamma hay hệ thống SPECT, PET nhạy cảm hơn và tiêu tốn nhiều không gian hơn. Một hạn chế nữa của natri fluoride fluor-18 là ít phổ biến hơn thuốc chứa phóng xạ techneti-99m thông thường để chẩn đoán bệnh.
Natri fluoride được dùng để bảo quản mẫu tế bào trong việc nghiên cứu thuốc và hoá sinh vì ion fluoride ngăn cản sự thủy phân glycogen bằng cách ức chế enzim enolase. Natri fluoride còn dùng chung với acid iodoacetic, nhằm ức chế enzyme aldolase. Nó còn dùng để giảm RIPA vì sự ức chế phosphatase khi dùng với Na3VO4.

## An toàn
Natri fluoride bị liệt vào dạng độc chất khi ngửi (dạng bụi hoặc phun) và nuốt. Ở liều vừa đủ, nó còn thể hiện ảnh hưởng đến tim và hệ tuần hoàn, và liều chết người đối với người nặng 70 kg là khoảng 5–10 g.
Ở liều cao hơn dùng để điều trị loãng xương, natri fluoride thường có thể gây đau chân và gây gãy xương không hoàn toàn khi liều quá cao; nó còn làm kích thích dạ dày, thỉnh thoảng còn gây loét dạ dày. Dạng tiêu huỷ chậm và che phủ ngoài ruột của natri fluoride không gây tác dụng phụ về ruột trong bất kì cách nào,và có biến chứng nhẹ hơn và ít gặp hơn cho xương. Trong liều thấp dùng để fluor hoá nước, chỉ có tác hại rõ duy nhất là fluor hóa răng, mà có thể thay đổi vẻ bề ngoài răng của trẻ em trong sự phát triển răng; điều này nhẹ và không chắc chắn để tuyên bố bất kì ảnh hưởng thẩm mĩ hay sức khoẻ nào.